# Dreieck Bonn-Nordost
De Dreieck Bonn-Nordost is een knooppunt in de Duitse deelstaat Noordrijn-Westfalen. Op dit halve sterknooppunt ten noordoosten van de stad Bonn sluit de A565 vanuit Meckenheim aan op de A59 (Keulen-Bonn).

## Richtingen knooppunt
| Aansluitende wegen                                   | Aansluitende wegen | Aansluitende wegen                          | Aansluitende wegen | Aansluitende wegen                                               |
| ---------------------------------------------------- | ------------------ | ------------------------------------------- | ------------------ | ---------------------------------------------------------------- |
|                                                      |                    |                                             |                    | richting Siegburg / Keulen Sankt Augustin Luchthaven Keulen-Bonn |
|                                                      |                    |                                             |                    |                                                                  |
| richting Kreuz Bonn-Nord / Bonn Keulen-Süd / Koblenz |                    |                                             |                    |                                                                  |
|                                                      |                    |                                             |                    |                                                                  |
|                                                      |                    | richting Beuel / Bad Godesberg Königswinter |                    |                                                                  |